# Vagney
Vagney ([vaˈɲɛ] ) ist eine französische Gemeinde mit 3873 Einwohnern (Stand: 1. Januar 2022) im Département Vosges in der Region Grand Est (bis 2015 Lothringen). Sie gehört zum Arrondissement Épinal (bis 2024 Arrondissement Saint-Dié-des-Vosges) und zum Gemeindeverband Hautes Vosges. Die Bewohner werden Voinrauds und Voinraudes genannt.

## Geografie

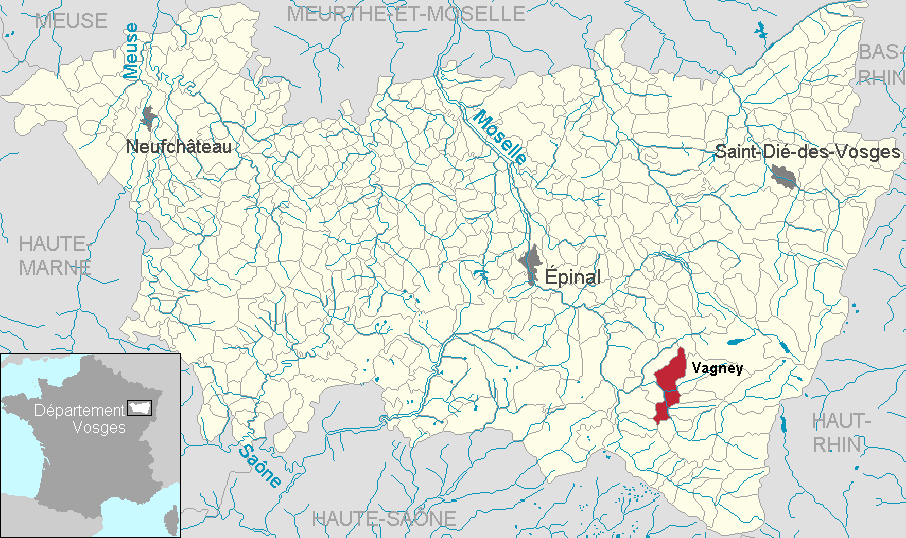
Lage von Vagney im Département Vosges

Die Gemeinde Vagney in den Vogesen liegt an der Moselotte, zehn Kilometer östlich der Stadt Remiremont, großräumiger gesehen zwischen Épinal und Mülhausen, im Südosten Lothringens.
Das 24,91 km² umfassende Gemeindegebiet von Vagney umfasst einen Teil des Moselottetales, die unteren Abschnitte der Seitentäler von Lemont und Bouchot sowie nach Nordosten und Süden ausgreifende Anteile am Bergland beiderseits der Moselotte. Die Bergbäche Lemont und Bouchot fließen in Vagney in die Moselotte, deren Tal in den Mündungsbereichen bis zu 1500 Metern aufgeweitet wird. Die Siedlungskerne von Vagney und dem nördlichen Ortsteil Crémanvillers liegen am linken Ufer der Moselotte, der südliche Ortsteil Zainvillers liegt beidseitig des Flusses.
Im südwestlichen und nordöstlichen Zipfel des Gemeindeareals werden mit jeweils 820 Metern über dem Meer die höchsten Punkte erreicht. Das höhere Bergland ist dicht bewaldet und gehört zu den Forstbereichen Forêt de Longegoutte und Forêt d’Housseramont.
Das etwa 400 Meter hoch gelegene Moselotte-Tal ist außerhalb der großzügig besiedelten Flächen von landwirtschaftlich genutzten Flächen geprägt. Charakteristisch für die Hochtäler des Lemont und des Bouchot ist der Wechsel von Wald- und Weidegebieten.
Nachbargemeinden von Vagney sind Le Tholy im Norden, Sapois im Nordosten, Gerbamont im Osten, Basse-sur-le-Rupt im Südosten, Thiéfosse im Süden, Vecoux und Dommartin-lès-Remiremont im Südwesten sowie Le Syndicat im Westen.

## Geschichte
Der Name Vagney könnte vom deutschen Wort weiden abstammen. Eine andere Theorie nennt einen Wado (latinisiert Wadinius) als germanischen Namensgeber. Über Wahiniaco (11. Jahrhundert), Vainiaco und Wainiers (12. Jahrhundert) sowie Vachegney (14. Jahrhundert) entstand so allmählich der heutige Name.
Das Gebiet um Vagney wurde durch Rodungen ab dem 7. Jahrhundert langsam besiedelt. Dabei spielten wie im gesamten Vogesenraum Mönche und Klostergründungen eine zentrale Rolle. Die einzelnen Weiler, aus denen der Ort Vagney hervorging, wurden überschwemmungssicher angelegt. Der Ort war der Mittelpunkt des gleichnamigen großflächigen Banns, zu dem auch die heute selbständigen Gemeinden Gerbamont, Basse-sur-le-Rupt, Rochesson, Saint-Amé und Saulxures zählten. Der Ban de Vagney war je zur Hälfte den Herzögen von Lothringen und dem Kapitel von Remiremont unterstellt.

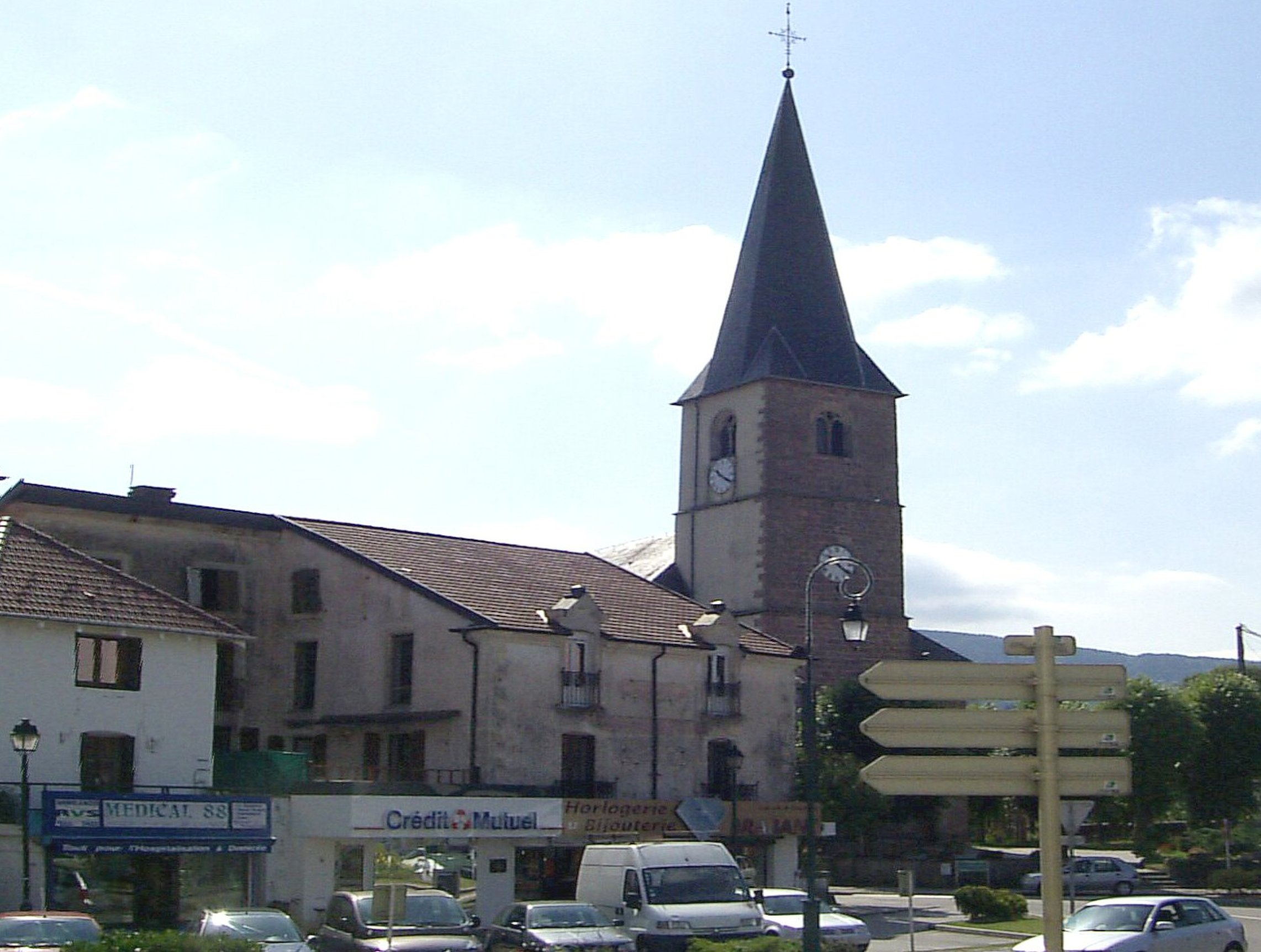
Blick über den Place de la Libération zur Kirche Saint-Lambert

Am Anfang des 17. Jahrhunderts war Vagney bekannt für seine Pferdezucht. 1634 wütete die Pest in Vagney, viele Bauernstellen wurden aufgegeben. Die Gemarkung Malaide (= krank) zwischen Vagney und Sapois erinnert noch an dieses Ereignis. Der Ackerbau war auf das Moselottetal beschränkt, viele Bewohner verdienten ihren Unterhalt als Hirten, Holzfäller oder Steinbrecher.
Ab 1830 kam die Textilindustrie in das Moselotte-Tal. Lean-Baptiste Flageollet gründete im heutigen Ortsteil Zainvillers an einer Wassermühle eine erste Fabrik. In den Spinnereien und Webereien wurde um 1860 rund um die Uhr gearbeitet und zu Beginn des 20. Jahrhunderts arbeiteten mehr als 40 % der Einwohner Vagneys in den Textilbetrieben. Der Firmengründer Flageollet sorgte für Arbeiterwohnungen, Schulen, Kindergärten sowie Hospize und förderte die Gründung von Sportvereinen.
1842 wurde das Rathaus, 1848 die Mädchenschule und 1909 die Post errichtet. Bereits 1879 hatten Vagney und Zainvillers Anschluss an die Bahnlinie Remiremont-Cornimont, die 1992 stillgelegt wurde.
Im Zweiten Weltkrieg wurde ein Fünftel der Häuser Vagneys zerstört. Ein Mahnmal erinnert an die Gefallenen der beiden Weltkriege.

### Bevölkerungsentwicklung
Die Gemeinde Vagney ist seit den 1960er Jahren kontinuierlich gewachsen, zum Teil auch auf Kosten der umliegenden Gemeinden.
| Jahr      | 1962 | 1968 | 1975 | 1982 | 1990 | 1999 | 2006 | 2014 | 2022 |
| Einwohner | 2794 | 2845 | 3248 | 3522 | 3772 | 3793 | 3940 | 3929 | 3873 |

Im Jahr 1793 wurde mit 1813 Bewohnern die bisher geringste Einwohnerzahl ermittelt. Die Zahlen basieren auf den Daten von cassini.ehess und INSEE.

## Sehenswürdigkeiten

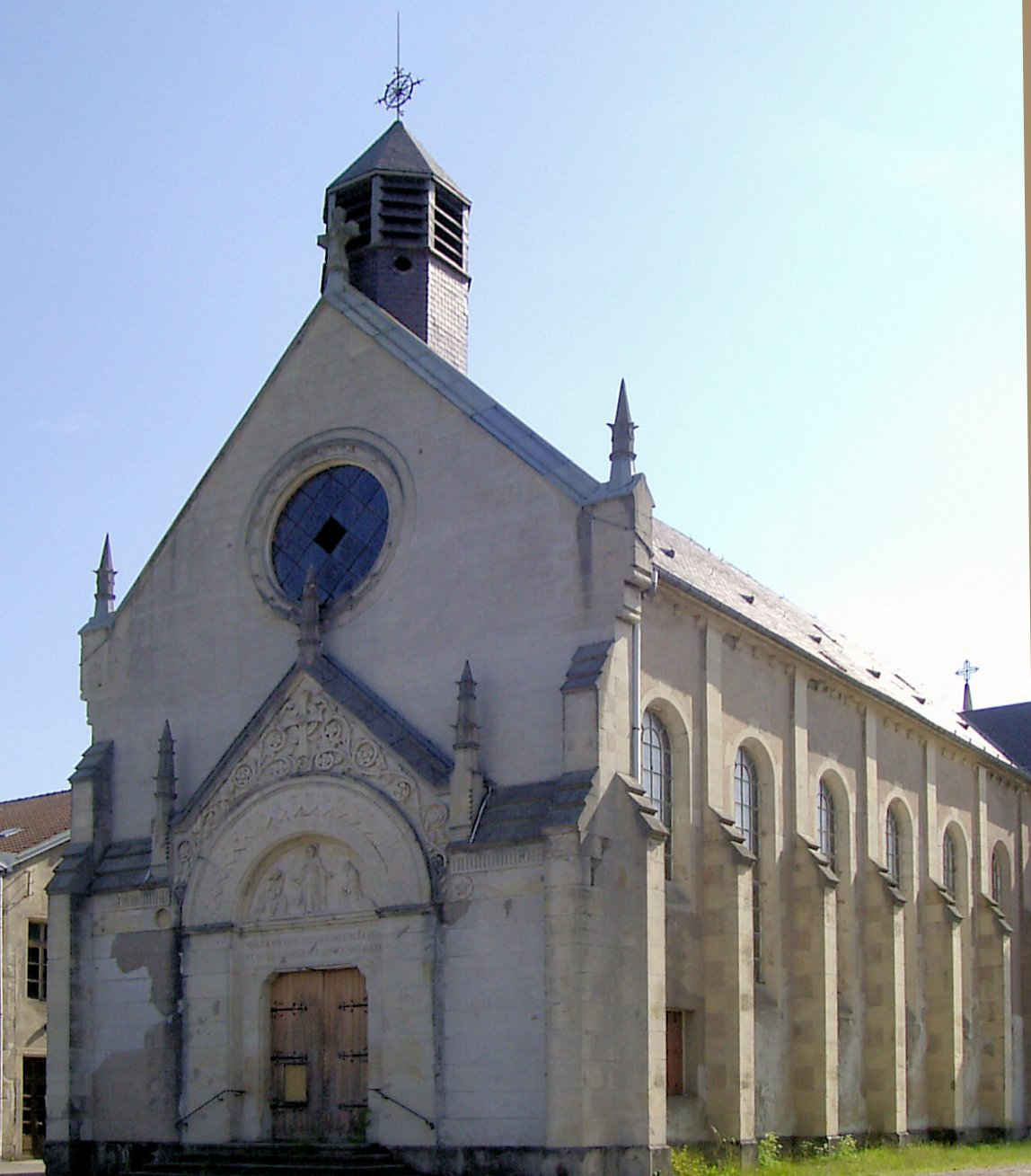
Krankenhauskapelle (abgerissen im Februar 2015) im Ortsteil Zainvillers

- Kirche Saint-Lambert aus dem 19. Jahrhundert
- Krankenhauskapelle (zerstört Februar 2015) in Zainvillers

## Wirtschaft und Infrastruktur
In der Gemeinde sind 23 Landwirtschaftsbetriebe ansässig (Gemüse-, Beeren- und Gewürzpflanzenanbau, Milchwirtschaft, Imkerei, Zucht von Geflügel, Rindern, Schafen und Ziegen). In Vagney haben sich zwei Textilunternehmen behaupten können. Des Weiteren sind kleinere Handwerks-, Handels- und Baubetriebe sowie ein Maschinenbau-Unternehmen in der Gemeinde ansässig. In den letzten Jahren sind die touristischen Angebote in und um Vagney deutlich erweitert worden.
Vagney ist Kindergarten- und Schulstandort auch für die umliegenden Gemeinden.
Durch Vagney führt die Départementsstraße 43 von Le Syndicat über Saulxures-sur-Moselotte und Ventron zum Col d’Oderen an der Grenze zum Département Haut-Rhin. Eine weitere Straßenverbindung besteht über Rochesson in die Stadt Gérardmer.

## Gemeindepartnerschaft
- Mit Ouffet in der belgischen Provinz Lüttich verbindet Vagney eine Gemeindepartnerschaft.

## Persönlichkeiten
- Ernest Grosjean (1844–1936), Organist und Komponist